# Anstey Pastures
Anstey Pastures var en civil parish 1858–1935 när det uppgick i Anstey och Glenfields i grevskapet Leicestershire i England. Civil parish var belägen 5 km från Leicester och hade 28 invånare år 1931.